# San Antonio (film)
San Antonio – brytyjsko-francusko-włoski film komediowy z gatunku akcja z 2004 roku w reżyserii Frédérica Auburtina i Laurenta Touil-Tartoura. Wyprodukowana przez wytwórnię Hirsch, Pathé Renn Productions, TF1 Films Production, Core Films Ltd., Napoléon Première, Centre National de la Cinématographie (CNC) i Canal+.
Zdjęcia do filmu kręcono w Bude, Torquay Anglii w Wielkiej Brytanii, Chantilly i Paryżu we Francji oraz w Rio de Janeiro w Brazylii.

## Opis fabuły
We Francji dochodzi do licznych zamachów na polityków. Komisarz Antoine San Antonio (Gérard Lanvin) traci stanowisko, a jego partner porucznik Alexandre-Benoît Bérurier (Gérard Depardieu) niespodziewanie awansuje. Wkrótce w tajemniczych okolicznościach znika prezydent kraju. San Antonio wraca do służby.

## Obsada
Źródło: Filmweb
- Maryam d’Abo jako Margaux
- Cyrielle Clair jako pani Chapon
- Jean-Roger Milo jako Mathias
- Michèle Bernier jako Berthe Bérurier
- Luis Rego jako Pinaud
- Jérémie Renier jako Toinet
- Eriq Ebouaney jako Jérémie Blanc
- Barbara Schulz jako Marianne
- Michel Galabru jako Achille
- Gérard Depardieu jako porucznik Alexandre-Benoît Bérurier
- Gérard Lanvin jako Antoine San Antonio